# لنز کانن ئی‌اف ۱۷–۳۵میلی‌متر

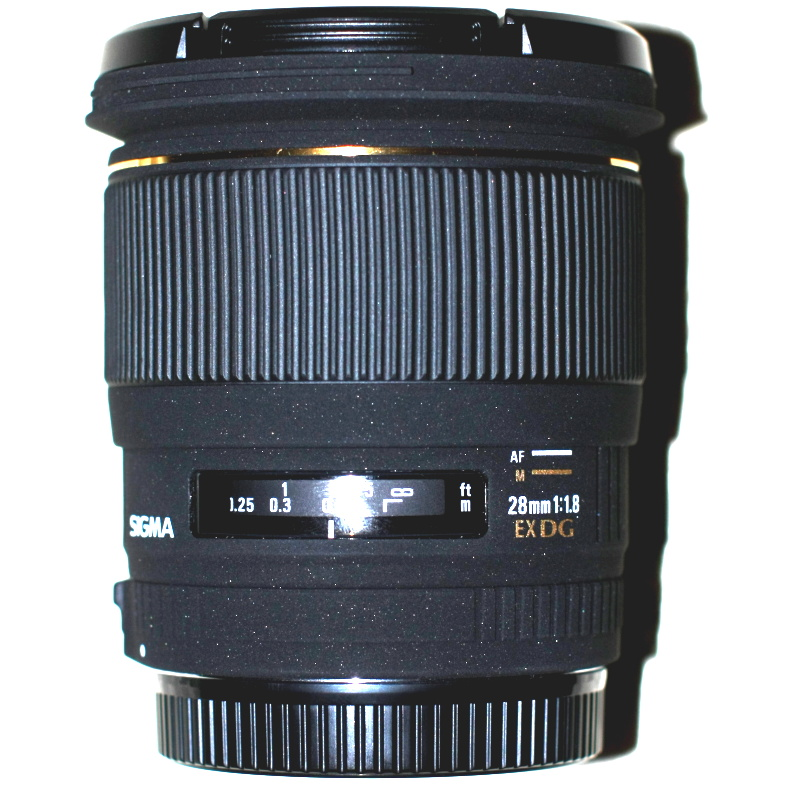
لنز کانن ئی‌اف ۱۷–۳۵میلی‌متر

لنز کانن ئی‌اف ۱۷–۳۵میلی‌متر (به انگلیسی: Canon EF 17–35mm lens) نام لنز دوربین عکاسی از نوع زوم است که توسط شرکت کانن تولید می‌شود. فاصلهٔ کانونی این لنز ۱۷ تا ۳۵ میلی‌متر، دیافراگم آن دارای ۷ تیغه و ضریب اف آن اف ۲٫۸ تا اف ۲۲ است. این لنز در ۲۰۰۹ میلادی تولید و عرضه شده‌است.